# Пранг, Генрих Богданович
Ге́нрих Богда́нович Пранг (1822—1901) — русский архитектор, академик архитектуры и перспективно-акварельной живописи Императорской Академии художеств.

## Биография
Учился в Императорской Академии художеств (1836—1844). Получил малую серебряную медаль Академии (1842). Звание неклассного художника по архитектуре (1844). Звание академика по акварельной перспективной живописи (1849/1851).
Директор Русского страхового от огня общества. Построил дома для семейных инвалидов Чесменской военной богадельни.
Пранг разработал (1870-е) проект девяти зданий на участке между Ротами Измайловской слободы и Обводным каналом. Проект явился редким в Петербурге второй половины XIX века примером комплексной застройки целой улицы. Архитектор использовал в декоративной отделке фасадов элементы архитектурных стилей прошлого, в том числе романского и русского. Возник переулок, состоящий из двух участков, расположенных под прямым углом друг к другу. Один конец переулка выходил к набережной Обводного канала, другой — к Царскосельскому шоссе. В 1880 году переулок был назван Софийской улицей, по Софийскому уезду Царского Села. В народе улица до сих пор известна своим фольклорным именем «Софийка».

## Известные работы архитектора Г. Б. Пранга в Санкт-Петербурге[3][5]
1. Доходный дом. Пирогова пер., 17 — Прачечный пер., 8 (1861—1862)[6]
2. Дома Макаровых — Дом С. Н. Бернштейна. Малый пр. ВО, 10 — 5-я линия ВО, 62х (1868—1869)[7][8]
3. Здание Технической артиллерийской школы — левая часть. Робеспьера наб., 32 (1874—1875)
4. 4—10. Доходные дома Н. И. Львовой: Угловой пер., 1 — Московский пр., 61[9]; Угловой пер., 2 — Московский пр., 63 — Обводного наб.к., 131[10]; Обводного наб.к., 133[11] — Угловой пер., 11; Угловой пер., 3[12], 4[13], 5[14], 7[15], 9—11 — Обводного наб.к., 137[16] (1875—1876)
5. Доходный дом В. А. Федотова. Угловой пер., 6 — Обводного наб.к., 135 (1875—1876)[17]
6. Здание Пробирной палаты и Пробирного училища (перестройка). Грибоедова наб.к., 51 — Казанская ул., 28 (1875—1876)[18]
7. Здание Волжско-Камского банка (перестройка и расширение). Невский пр., 38 — Михайловская ул., 4 (1881)[19]
8. Здания Главной палаты мер и весов — двор. Московский пр., 19 (1891—1893)[20]